# Алексеев, Константин Сильвестрович
Алексеев Константин Сильвестрович (1889—1951) — советский хоровой дирижёр, домрист, педагог и композитор.

## Биография
Родился 9 (21) марта 1889 года в Ярославле. О детстве и юности Алексеева достоверных сведений нет.
В 1907 году он уже работал регентом хора Чудова монастыря в Москве. В 1910 году изучал теорию музыки в Московской народной консерватории у Д. И. Аракишвили, продолжил образование в Музыкально-драматическом училище Московского филармонического общества по классу композиции у А. Н. Корещенко и А. Т. Гречанинова (1915 год), и в 1922—1923 годах — в Московской консерватории по классу дирижирования у Н. А. Малько.
В 1918 году Алексеев заведует хоровой студией Московского Пролеткульта, а в 1919—1925 годах дирижирует оркестром народных инструментов, организованным Г. П. Любимовым. С 1928 года начинается педагогическая деятельность Константина Сильвестровича: ведёт класс домры в Музыкально-инструкторском техникуме им. «Красной Пресни», заведует отделом русских народных инструментов и руководит оркестром учащихся. С 1935 года — руководитель и дирижёр оркестра народных инструментов Центрального дома художественной самодеятельности в Москве, также работал дирижёром Государственного оркестра русских народных инструментов. По его инициативе в оркестр народных инструментов введены тембровые баяны, имитирующие тембры деревянных и медных духовых инструментов. В 1941—1942 годах — художественный руководитель и дирижёр хоровой капеллы Всесоюзного радиокомитета.
Автор хоровых произведений, инструментальных пьес, романсов, оркестровых аранжировок.
Умер 10 декабря 1951 года в Москве.

## Сочинения
- Руководство по инструментовке для оркестра русских народных инструментов (3-струнной домры и балалайки), M., 1929.
- Школа коллективной игры на русских народных инструментах, ч. 1-3, М., 1929, ч. 2, М., 1931, ч. 3, М., 1933, М., 1939.
- Практическое руководство по инструментовке для оркестра 4-струнных домр, М., 1932.
- Пособие по инструментовке для балалаечно-домрового оркестра, М., 1933, М., 1930.
- Как организовать ансамбль массовых инструментов, М., 1935, М., 1936.
- Музыкальная хрестоматия, М., 1931, М., 1936, и др.